# Бурјеж
Бурјеж (фр. Bouriège) насеље је и општина у јужној Француској у региону Лангдок-Русијон, у департману Од која припада префектури Лиму.
По подацима из 2011. године у општини је живело 127 становника, а густина насељености је износила 11,92 становника/km². Општина се простире на површини од 10,65 km². Налази се на средњој надморској висини од 312 метара (максималној 597 m, а минималној 273 m).

## Демографија
| 1962. | 1968. | 1975. | 1982. | 1990. | 1999. | 2011. |
| ----- | ----- | ----- | ----- | ----- | ----- | ----- |
| 126   | 160   | 148   | 152   | 136   | 140   | 127   |

График промене броја становника у току последњих година